# Domitilla Mukantaganzwa
Domitilla Mukantaganzwa, née le 11 novembre 1963 à Kimihurura (Kigali), est une juriste rwandaise. Elle est depuis le 12 décembre 2024 présidente de la cour suprême du Rwanda.

## Biographie

### Formation
Domitilla Mukantaganzwa effectue son premier cycle universitaire au Hekima University College puis obtient son bachelor of laws à l'Université du Rwanda en 1987 et un diplôme juridique de l'Institute of Legal Practice and Development,.

### Carrière
De 1994 à 1998, Domitilla Mukantaganzwa travaille au ministère des affaires sociales et du travail puis à l'UNICEF. Elle participe à la préparation de la nouvelle constitution du Rwanda,.
De 2003 à 2012, elle supervise les tribunaux de justice communautaire Gacaca où se tiennent les procès liés au génocide des Tutsis,.
En 2019, elle devient présidente de la commission pour les réformes législatives du Rwanda sur approbation du sénat rwandais,,.
Elle est depuis le 12 décembre 2024 présidente de la cour suprême du Rwanda,. Elle prête serment au cours d'une cérémonie à laquelle le president de la république du Rwanda, Paul Kagame, prend part.